# فرنسيسكو كابريرا سانتوس
فرنسيسكو كابريرا سانتوس (بالإسبانية: Francisco Cabrera Santos)‏ هو سياسي إسباني وفنزويلي، ولد في 14 مايو 1946 في جزر الكناري في إسبانيا، وتوفي في 26 فبراير 2010 في ميامي في الولايات المتحدة.